# Масис
Масис (на арменски: Մասիս) е град в Армения в област Арарат, разположен на левия бряг на река Храздан, 14 км южно от Ереван. По данни от 2011 г. града има 20 215 жители.
Масис е един от най-близките арменски градове до планината Арарат и Малък Арарат.

## Спорт
- ФК Масис – футболен клуб

## Родени в Масис
- Армен Назарян, арменски и български класически борец